# モロッコグランプリ
モロッコグランプリ（モロッコGP, Moroccan Grand Prix）は、モロッコで1958年に開催された、F1世界選手権レースのひとつである。

## 概要
1958年に行われた、F1世界選手権レースのひとつ。F1世界選手権レースとしてはたった一度の開催でありながら、このレースは選手権王者を決定する大事なレースになった。また、その一度の開催で死亡事故が発生した悲劇のGPでもある。
2009年から2017年に世界ツーリングカー選手権(WTCC)が、2016年からフォーミュラEが開催されているマラケシュが、同地にあるサーキットでの開催復活に名乗りを挙げ、アフリカ大陸での開催復活に意欲を見せているF1オーナーのリバティメディアも高い関心を示している。ただし、そのサーキットはF1開催に必要なFIAのグレード1の要件を満たしておらず、公的資金が不可欠とされている。

## 開催されたサーキット
レースが開催されたアイン・ディアブ (Ain-Diab) はカサブランカの海沿いに作られた1周7,618m、時計回りのロードコースである。起伏は大きいがスピードを大きく落とすコーナーが少なく高速サーキットに分類され、レース平均時速は187.033km/hに達した。

## レース結果
最終戦で行われることになったこのレース開始前の時点で、選手権は有効得点でフェラーリのマイク・ホーソーンが40ポイント、ヴァンウォールのスターリング・モスが32ポイントという状況であった。優勝回数でモスが王者になるには優勝とファステストラップ獲得が最低条件で、ホーソーンが王者になるにはファステストラップあるいは2位のどちらかを獲得すればよかった。当時は優勝には8点、2位には6点、そしてファステストラップ獲得者に1点が与えられていたためである。有効得点で並んでも、ポイントを獲得できなかったレースが多く総獲得ポイントで劣るモスは、有効得点が同点では選手権王者をホーソーンに獲得されてしまう。
予選ではホーソーンが1位、モスが2位になった。決勝レースではモスは優勝とファステストラップを獲得する必要があったためスタートから飛び出し、そのまま1位でゴールしファステストラップも獲得した。一方ホーソーンは一旦は4位まで後退するものの、2位を走っていたモスのチームメイトでもあるヴァンウォールのトニー・ブルックスがリタイヤすると、3位を走っているホーソーンのチームメイトであるフェラーリのフィル・ヒルとチーム・オーダーで順位を入れ替え、そのまま2位でゴールした。これによりホーソーンが選手権王者を獲得した。一方のモスはこの年4勝を挙げながら王者を逃し、これで4年連続の選手権2位となってしまい、このことから"無冠の帝王"と呼ばれている。
ヴァンウォール側としては、勝つために1位をモスに走らせ、2位を前述のブルックスとスチュアート・ルイス＝エヴァンズのどちらかで死守すればモスに王者を獲得させることが出来たのだが、ブルックスは28周目にリタイヤ、ルイス＝エヴァンズは41周目にリタイヤしており、フェラーリ側の作戦を防げなかったのが敗因であった。ルイス＝エヴァンズは41周目のクラッシュで車体が大きく炎上、全身に火傷を負い重体となり、6日後に死亡している。

## 過去の結果と開催サーキット
- ピンク地はF1世界選手権以外で開催された年。

### F1開催前 (1925年-1956年)
1925年-1934年はツーリングカーレース、1954年-1956年はスポーツカーレースとして開催された。
| 年          | 決勝日     | サーキット   | 勝者                                         | コンストラクター     | 結果        |
| ----------- | ---------- | ------------ | -------------------------------------------- | -------------------- | ----------- |
| 1925        |            | カサブランカ | コンテ・デ・ヴァジェラス (Comte de Vaugelas) | ドラージュ           | [ 3 ] [ 4 ] |
| 1926        | 4月26日    | カサブランカ | エドゥアール・マイヤー                       | ブガッティ           | [ 3 ] [ 5 ] |
| 1927        | 4月24日    | カサブランカ | モーリス・ロスト                             | ジョルジュ・イラット | [ 3 ] [ 6 ] |
| 1928        | 4月15日    | カサブランカ | エドゥアール・マイヤー                       | ブガッティ           | [ 3 ] [ 7 ] |
| 1929        | 開催されず | 開催されず   | 開催されず                                   | 開催されず           | 開催されず  |
| 1930        | 4月21日    | アンファ     | シャルル・ベニタ                             | アミルカル           | 詳細        |
| 1931        | 5月17日    | アンファ     | スタニスラス・チャイコフスキー               | ブガッティ           | [ 9 ]       |
| 1932        | 5月22日    | アンファ     | マルセル・ルー                               | ブガッティ           | [ 9 ]       |
| 1933        | 開催されず | 開催されず   | 開催されず                                   | 開催されず           | 開催されず  |
| 1934        | 5月20日    | アンファ     | ルイ・シロン                                 | アルファロメオ       | 詳細        |
| 1935 - 1953 | 開催されず | 開催されず   | 開催されず                                   | 開催されず           | 開催されず  |
| 1954        | 2月28日    | アガディール | ジュゼッペ・ファリーナ                       | フェラーリ           | 詳細        |
| 1955        | 2月27日    | アガディール | マイク・スパーケン                           | フェラーリ           | 詳細        |
| 1956        | 2月26日    | アガディール | モーリス・トランティニアン                   | フェラーリ           | 詳細        |

### F1世界選手権 (1957年-1958年)
| 年   | 決勝日   | ラウンド | サーキット       | 勝者               | コンストラクター | 結果 |
| ---- | -------- | -------- | ---------------- | ------------------ | ---------------- | ---- |
| 1957 | 10月27日 | 非選手権 | アイン・ディアブ | ジャン・ベーラ     | マセラティ       | 詳細 |
| 1958 | 10月19日 | 11       | アイン・ディアブ | スターリング・モス | ヴァンウォール   | 詳細 |

### 開催されたサーキット

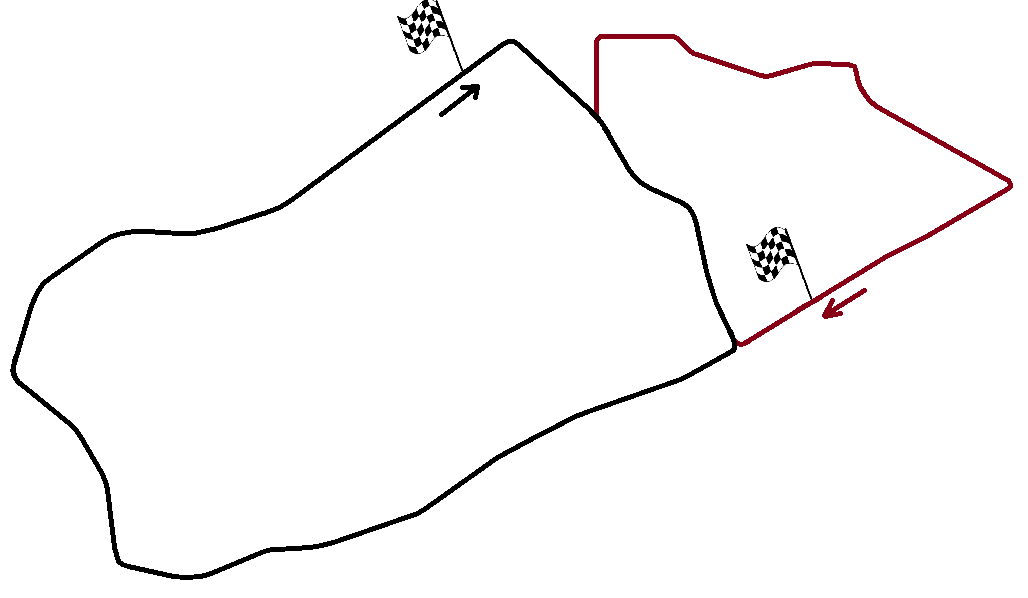
アンファ（1930-1932, 1934） 茶色の線がアンファ、黒い線はアイン・ディアブ。
アイン・ディアブ (1957-1958)